# Палиано
Палиа̀но (на италиански: Paliano) е градче и община в Централна Италия, провинция Фрозиноне, регион Лацио. Разположено е на 471 m надморска височина. Населението на общината е 8300 души (към 2012 г.).